# 16218 Mintakeyes
16218 Mintakeyes este un asteroid din centura principală de asteroizi.

## Descriere
16218 Mintakeyes este un asteroid din centura principală de asteroizi. A fost descoperit pe 26 februarie 2000 în cadrul proiectului CSS. Asteroidul prezintă o orbită caracterizată de o semiaxă mare de 3,16 ua, o excentricitate de 0,09 și o înclinație de 2,7° în raport cu ecliptica.